# Minas de Matahambre

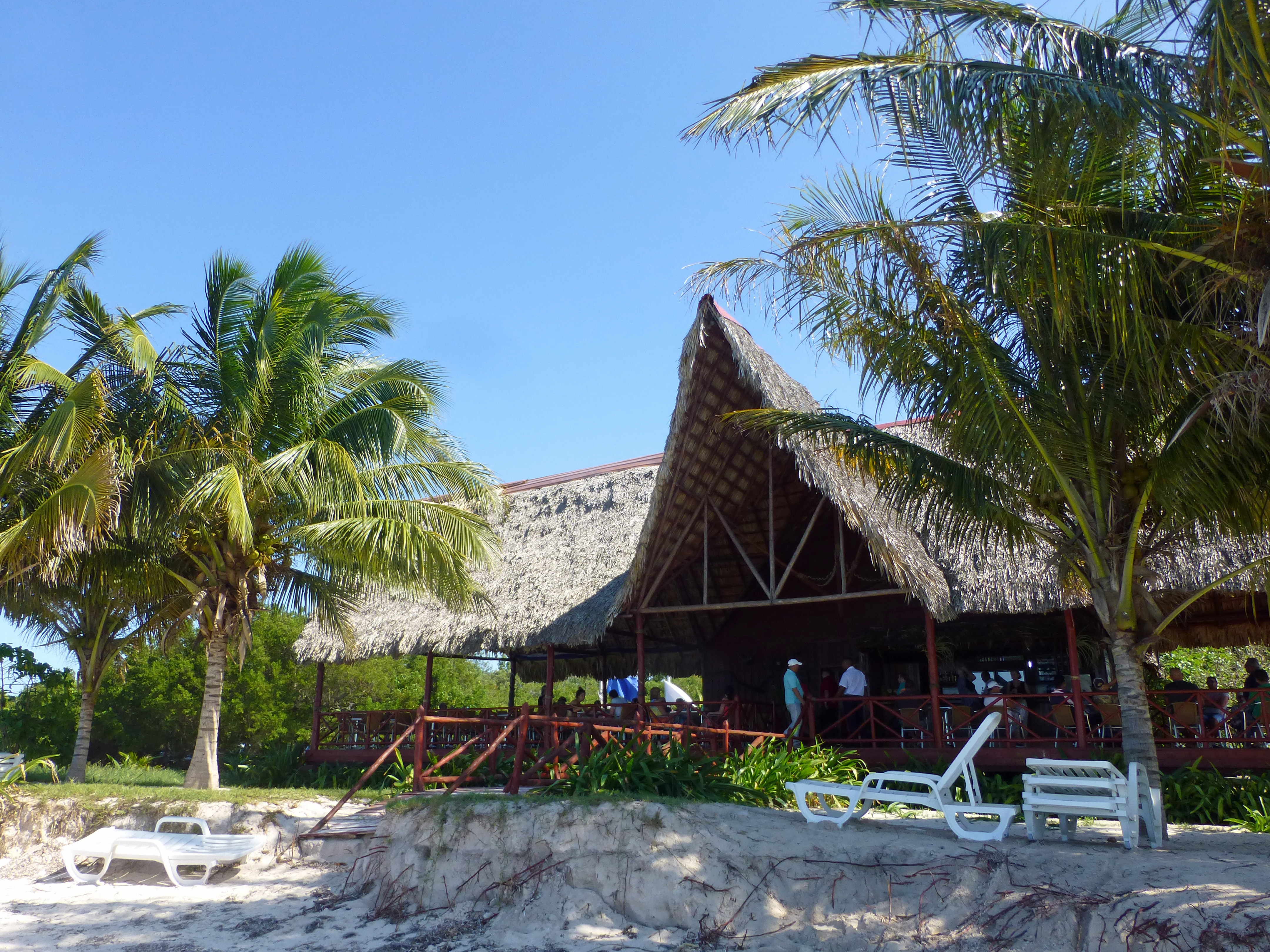
Het strand van het eiland Cayo Jutías

Minas de Matahambre is een gemeente in de Cubaanse provincie Pinar del Río. De gemeente heeft een oppervlakte van 858 km² en telt 32.600 inwoners (2015).